# Кам'янка (притока Опору)
Ка́м'янка — річка в Україні, у межах Стрийського району Львівської області. Права притока Опору (басейн Дністра).

## Опис
Довжина річки 11 км, площа басейну 37,2 км². Річка типово гірська. Долина вузька, в'ється між горами Сколівських Бескидів. Заплава часто одностороння або відсутня. Річище слабозвивисте, з кам'янистим дном і численними перекатами та порогами; є водоспади - Кам'янський та Верхньокам'янський.

## Галерея

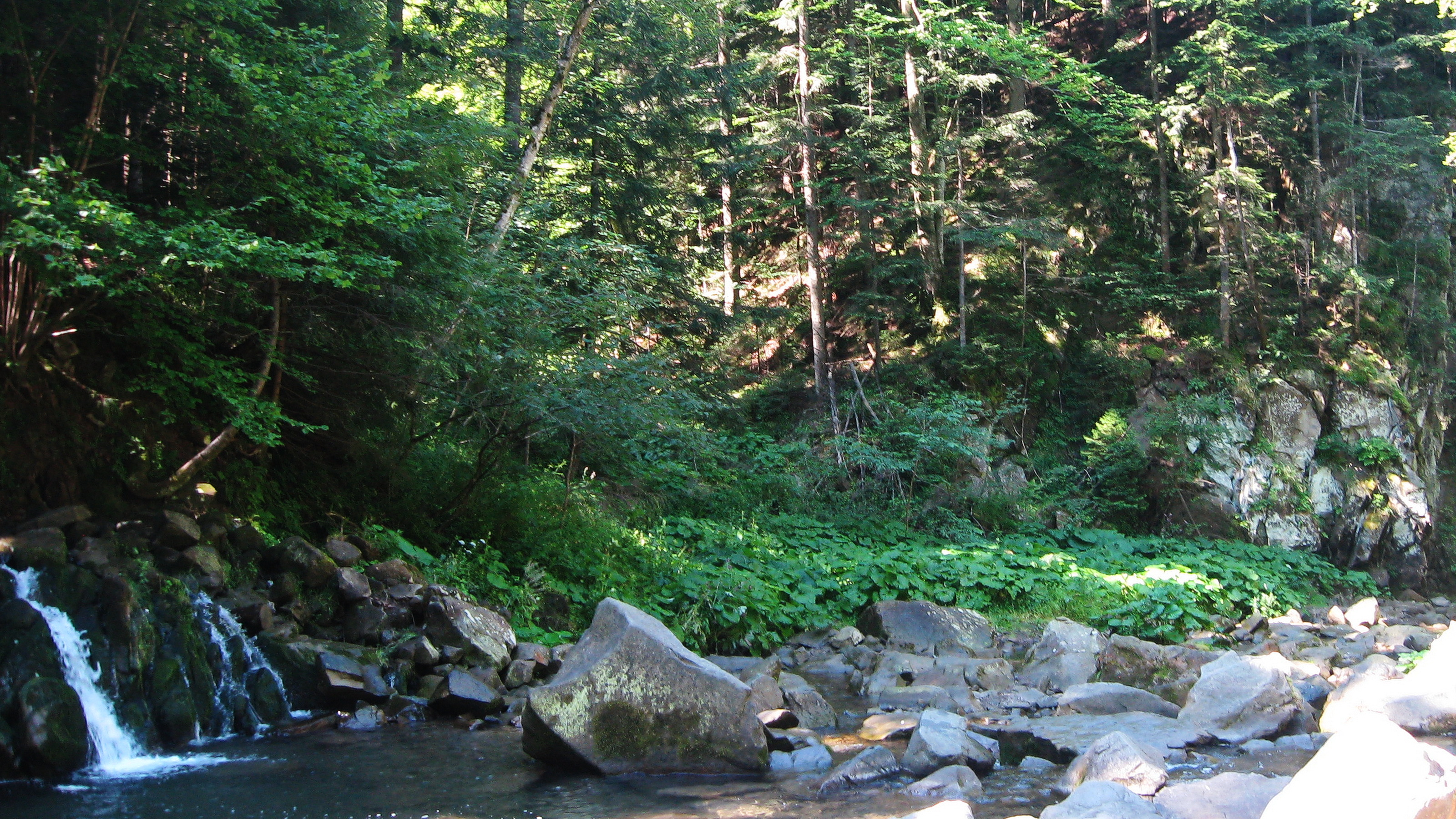
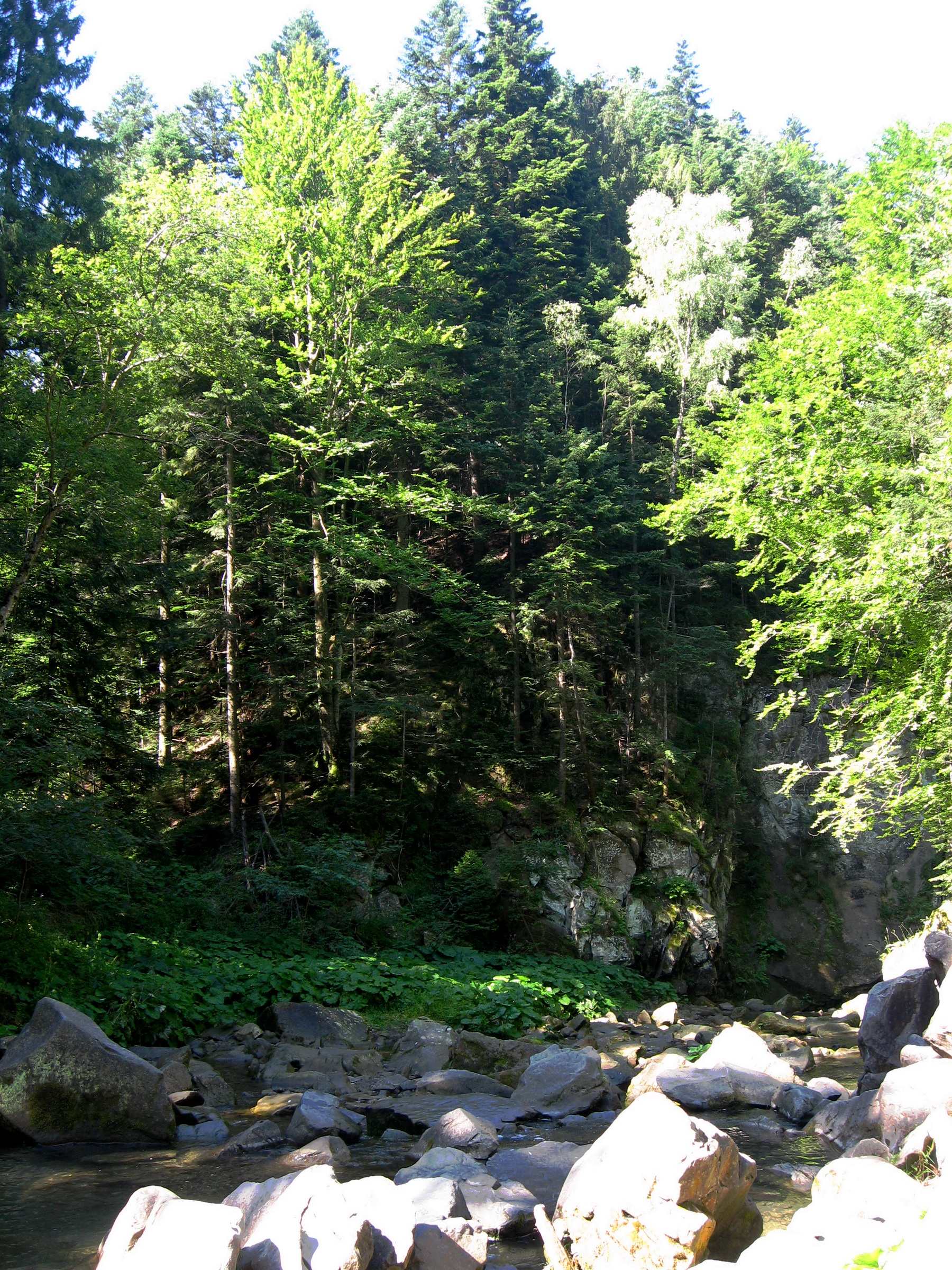
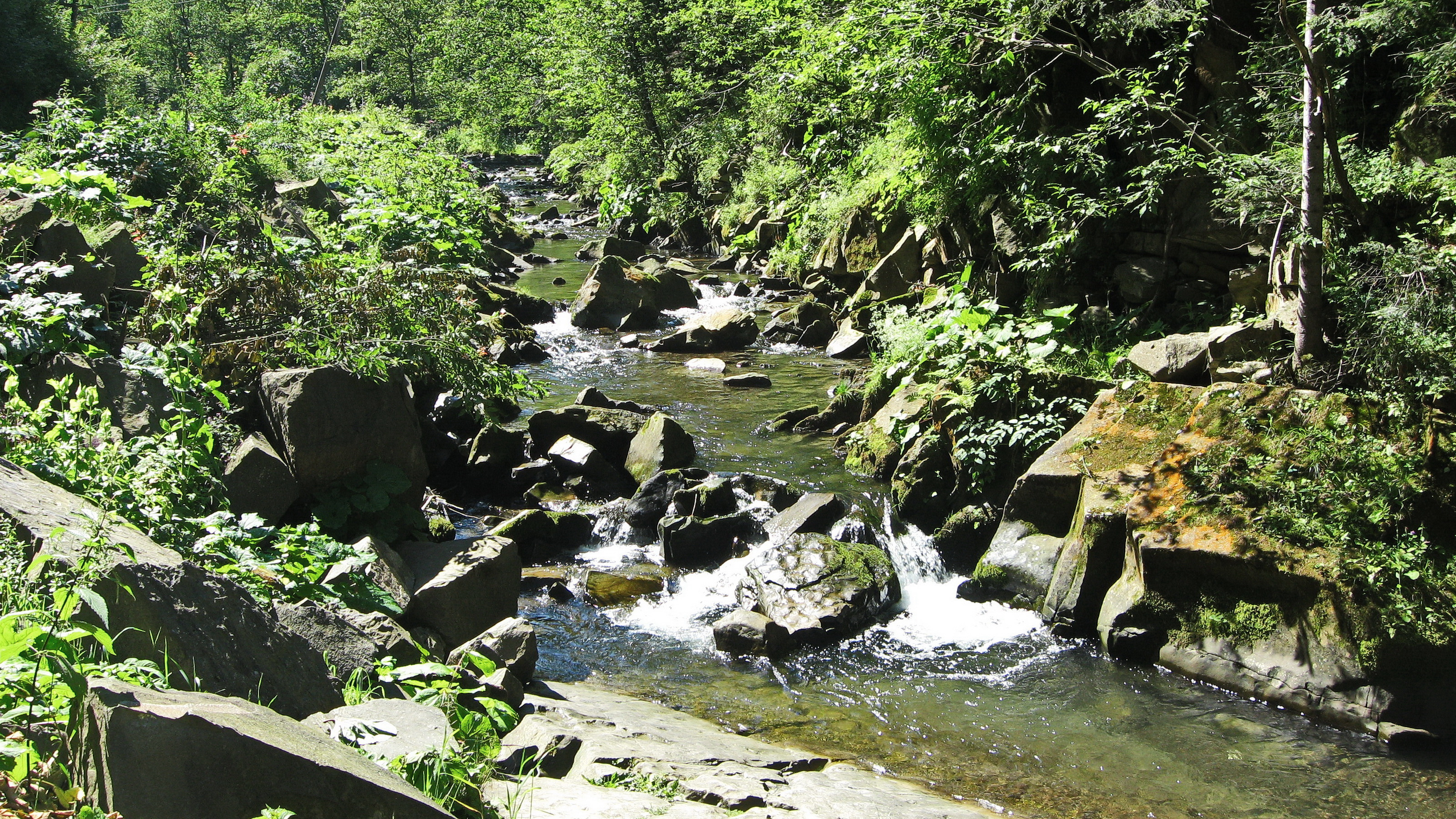

## Розташування
Кам'янка бере початок на південь від села Кам'янки, на північних схилах хребта Зелем'янки. Тече спершу на північний схід, далі — на північ та північний захід (місцями на захід). Впадає до Опору на південь від села Дубини.
Річка протікає через село Кам'янку.